# کوریولان (بتهوون)

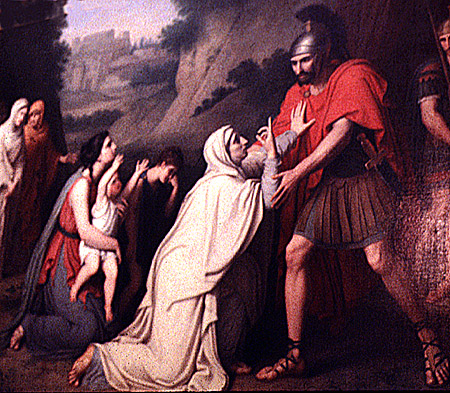
نقاشی سردار رومی کوریولانوس، در حالی که مادرش، وتوریا، به پایش افتاده‌است.

اوورتور کوریولان (به آلمانی: Coriolan-Ouvertüre یا Ouvertüre zu Coriolan) در دو مینور، اُپوس ۶۲، قطعه‌ای برای ارکستر اثر لودویگ فان بتهوون است که در سال ۱۸۰۷ برای تراژدی کوریولان (۱۸۰۴) از هاینریش یوزف فون کُلین (۱۷۷۱–۱۸۱۱)، نمایش‌نامه‌نویس اتریشی، ساخته شده‌است.
نمایش‌نامهٔ کوریولان داستان نجیب‌زادهٔ جنگجوی مغروری به نام «کوریولان» یا «کوریولانوس» است که قصدِ تصرفِ روم را دارد. کشمکش‌های درونیِ کوریولان سرانجام موجب می‌شود که او به زندگی خود پایان دهد. واگنر شخصیت کوریولانوس را «مردِ نیروی رام‌نشدنی‌ای که با انسانیتِ ریاکار ناسازگار است» توصیف کرده‌است. اوورتور کوریولان، مانند سمفونی شمارهٔ ۵، از آن دسته آثار ارکستریِ بتهوون است که در کلید دو مینور تصنیف شده‌است. با این حال، برخلاف سمفونی شمارهٔ ۵، کوریولان دارای پایانی تراژیک است. وجود مایه‌هایی قهرمانانه در کوریولان، آن را در کنار ساختهٔ مشابه دیگرِ بتهوون، اوورتور اِگمونت (اپوس ۸۴) قرار داده‌است.
اوورتور کوریولان نخستین بار در مارس ۱۸۰۷ در کنسرتی خصوصی در خانهٔ شاهزاده فرانتس یوزف فون لبکُویتس، همراه با سمفونی شمارهٔ ۴ و کنسرتو پیانو شمارهٔ ۴ بتهوون اجرا شد.